# Carl Seemann

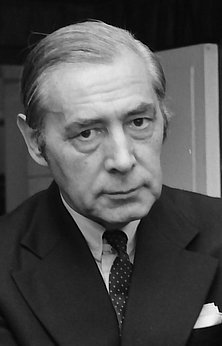
Carl Seemann (1978)

Carl Seemann (* 8. Mai 1910 in Bremen; † 26. November 1983 in Freiburg im Breisgau) war ein deutscher Kirchenmusiker, Pianist, Klavierpädagoge und Direktor der Musikhochschule Freiburg.

## Leben
Nach dem Abitur, das Carl Seemann an einem humanistischen Gymnasium in Bremen ablegte, schwankte er zunächst zwischen einem Theologie- und einem Musikstudium. Er entschied sich für das  Studium der Kirchenmusik in Leipzig. Seine Lehrer waren Karl Straube, Günther Ramin, Kurt Thomas und Carl Adolf Martienssen. Nach dem Examen war Seemann zunächst als Organist in Flensburg und Verden tätig. Ab 1935 widmete er sich überwiegend seiner Pianistenlaufbahn sowie dem Unterricht – Seemann hatte in Folge Professuren und Meisterklassen in Kiel, Straßburg und Freiburg im Breisgau inne. 1964 bis 1974 leitete er die dortige Staatliche Musikhochschule.
Viele Plattenaufnahmen, besonders aber die Duo-Auftritte mit dem Geiger Wolfgang Schneiderhan, machten Seemann zu einer Größe des deutschen Musiklebens der Nachkriegszeit. Dennoch wandte sich die Aufmerksamkeit der Öffentlichkeit den zunehmend dominierenden russischen Meisterpianisten wie Emil Gilels, Vladimir Horowitz und Swjatoslaw Richter zu. Dies war möglicherweise auch eine Folge von Seemanns eher sachlichem Interpretationsstil, der auf Virtuosen-Kunststücke verzichtete.
Zu einer Art „Seemann-Renaissance“ führte 1999 die Wiederveröffentlichung von verschiedenen Einspielungen der Deutschen Grammophon unter dem Titel Das Vermächtnis. Im Beiheft der Kassette setzt sich der Kritiker Joachim Kaiser, in dessen Buch Große Pianisten in unserer Zeit (Piper, München 1965; Neuausgabe 1996, ISBN 3-492-22376-1) Carl Seemann nicht vorkam, in einem Essay mit Seemanns Kunst auseinander. Anlässlich des 40. Todestages des Pianisten im Jahr 2023 vereinte eine Complete Carl Seemann Edition  auf 25 CDs und eine Blu-ray Audio Disc zum ersten Mal sämtliche Aufnahmen Seemanns für die Deutsche Grammophon, etwa mit den Orchesteraufnahmen, bei denen er mit den Berliner Philharmonikern, den Bamberger Symphonikern, dem Sinfonieorchester des Norddeutschen Rundfunks  oder den Münchner Philharmonikern unter Dirigenten wie Fritz Lehmann (Dirigent), Hans Schmidt-Isserstedt  oder Ferdinand Leitner auftrat.
Seine Assistentin in Freiburg war Fany Solter. In seiner Meisterklasse studierte u. a. die Dirigentin Hortense von Gelmini.
Carl Seemanns Neffe Hellmut Seemann leitet die Klassik Stiftung Weimar.

## Diskographie (Auswahl)
- Carl Seemann plays Bach. Aufnahmen 1953/1958. DG
- J.S. Bach: Die Partiten BWV 825–830. Orfeo
- Mozart: Sämtliche Sonaten für Klavier solo. DG Original Masters
- Brahms: Violinsonaten und F-A-E-Sonate mit Wolfgang Schneiderhan. DG
- Carl Seemann – Das Vermächtnis (Werke von Bach, Haydn, Mozart, Beethoven, Schumann, Brahms, Debussy und Prokofjew). DG
- Konzert der Schwetzinger Festspiele 1964 mit Wolfgang Schneiderhan (Sonaten von Bach, Mozart, Beethoven und Schubert). Orfeo
- Ludwig van Beethoven: Sämtliche Violinsonaten mit Wolfgang Schneiderhan. DG
- Wolfgang Amadeus Mozart: Sämtliche Violinsonaten mit Wolfgang Schneiderhan. DG

## Auszeichnungen
- 1978 Reinhold-Schneider-Preis der Stadt Freiburg für Musik